# Arlene McCarthy
Pour les articles homonymes, voir McCarthy.
Arlene McCarthy, née le 10 octobre 1960 à Belfast, est une femme politique britannique.
Membre du Parti travailliste, elle est députée européenne de 1994 à 2014.